# Tismana
Tismana ist eine Kleinstadt in der rumänischen Walachei im Kreis Gorj.
Besonders bekannt ist der in den Transsilvanischen Alpen gelegene Ort durch das rumänisch-orthodoxe Kloster Tismana. Dieses ist das älteste noch vorhandene Kloster in der Walachei.

## Geschichte
Der Ort entstand im 15./16. Jahrhundert um das Kloster herum und ist heute ein wichtiges rumänisches Zentrum der Holzindustrie. Von 1938 bis 1997 existierte zur Holzabfuhr eine Waldbahn. International bekannt ist der Ort neben dem Kloster auch durch die Handwerkergenossenschaft „Arta casnică“, deren Kunsthandwerk international vertrieben wird.
2004 erhielt Tismana den Status einer Stadt.

## Sehenswürdigkeit
Ein erstes Kloster am Ort errichtete Fürst Radu II. (1377–1383). Es sollte dazu dienen, dem sich im nahe gelegenen Ungarn ausbreitenden Katholizismus an der Grenze ein geistiges Bollwerk entgegenzusetzen. Dank reichhaltiger Schenkungen besaß das Kloster bereits kurz darauf zehn Dörfer im näheren Umfeld, weitere zehn Dörfer im heutigen Serbien, zehn Zigeunersiedlungen, die Zollämter bei Calafat, Balta Bistrețului und Vâlcan, den Zehnt der Kupfererzgruben von Bratilovo, sowie umfangreiche Agrarflächen.
Nachdem das Kloster in den folgenden Jahrhunderten wieder verfiel, ließ Fürst Radu cel Mare (Radu der Große, 1495–1508) ein neues Kloster am Ort errichten.

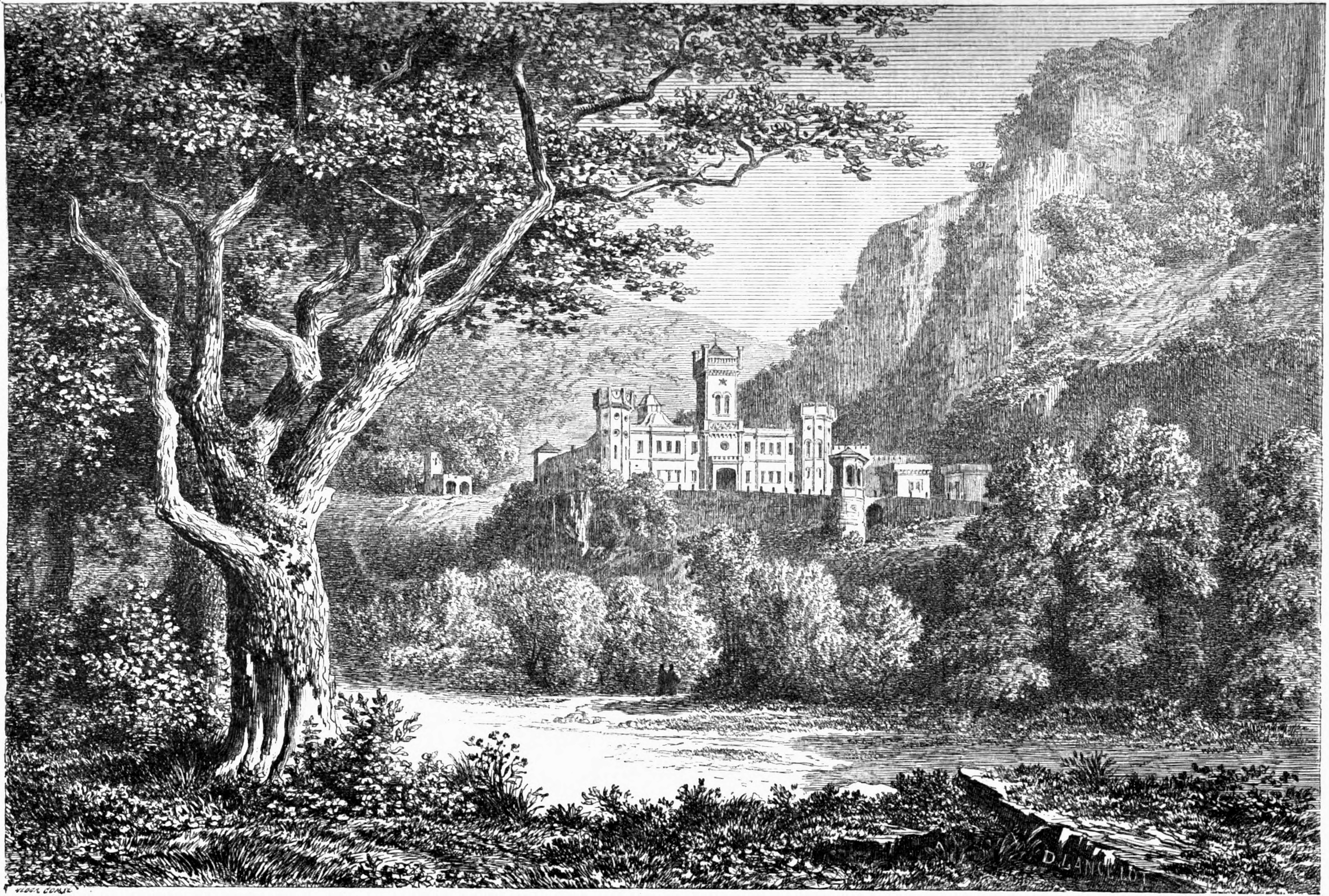
Dieudonné Lancelot: Das Tismana Kloster (1860)
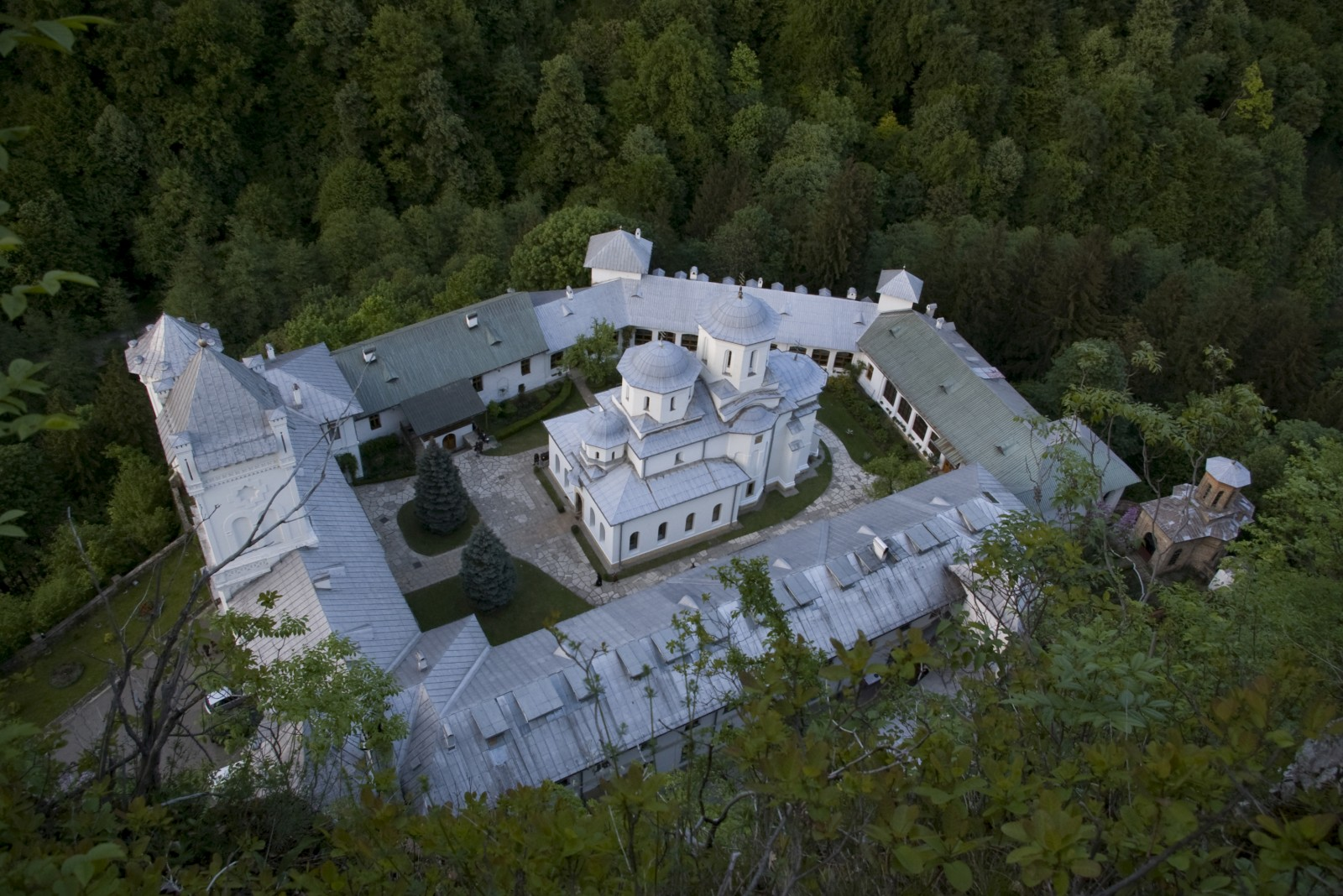
Blick auf das Tismana Kloster
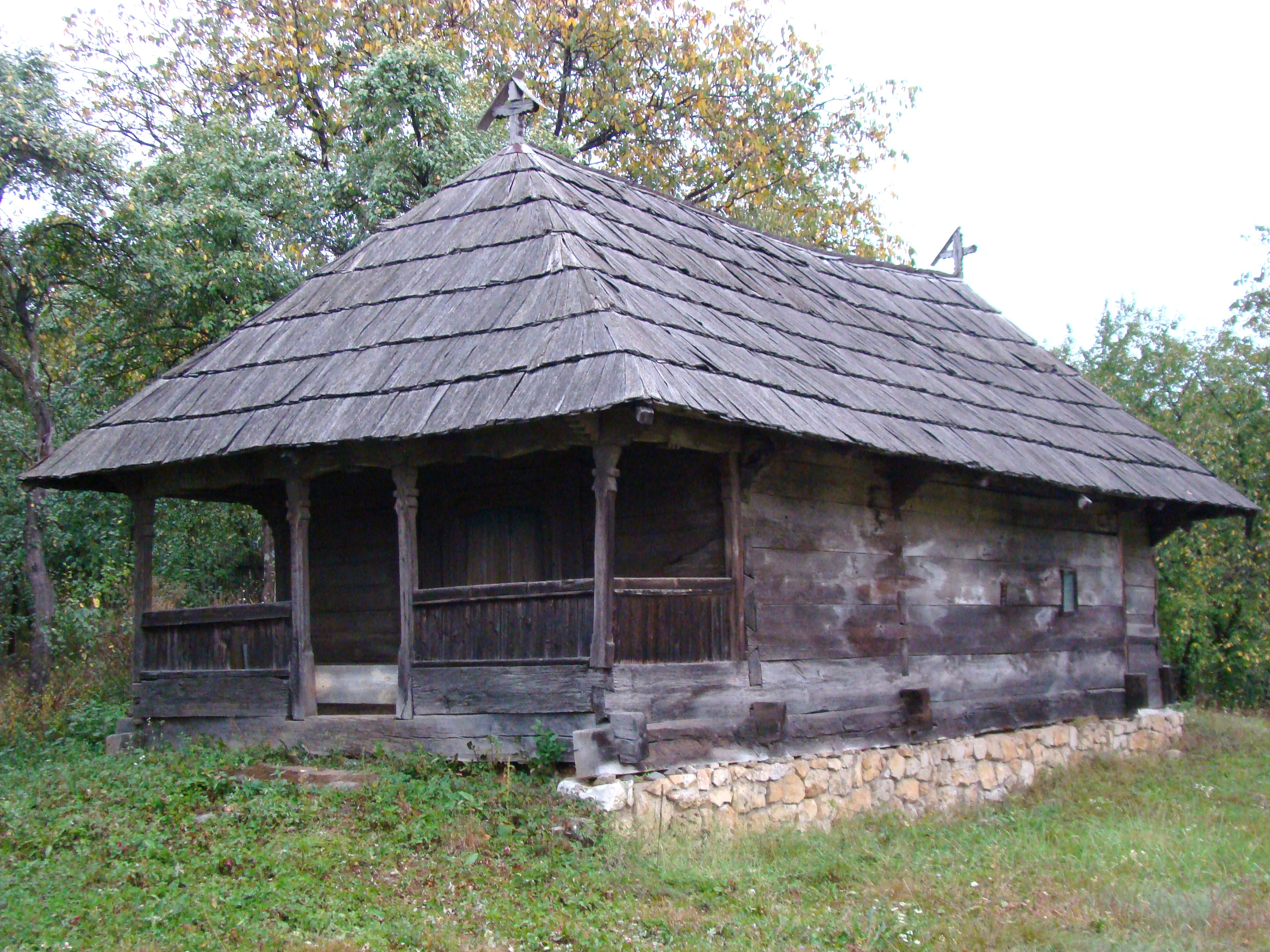
Holzkirche in Pocruia
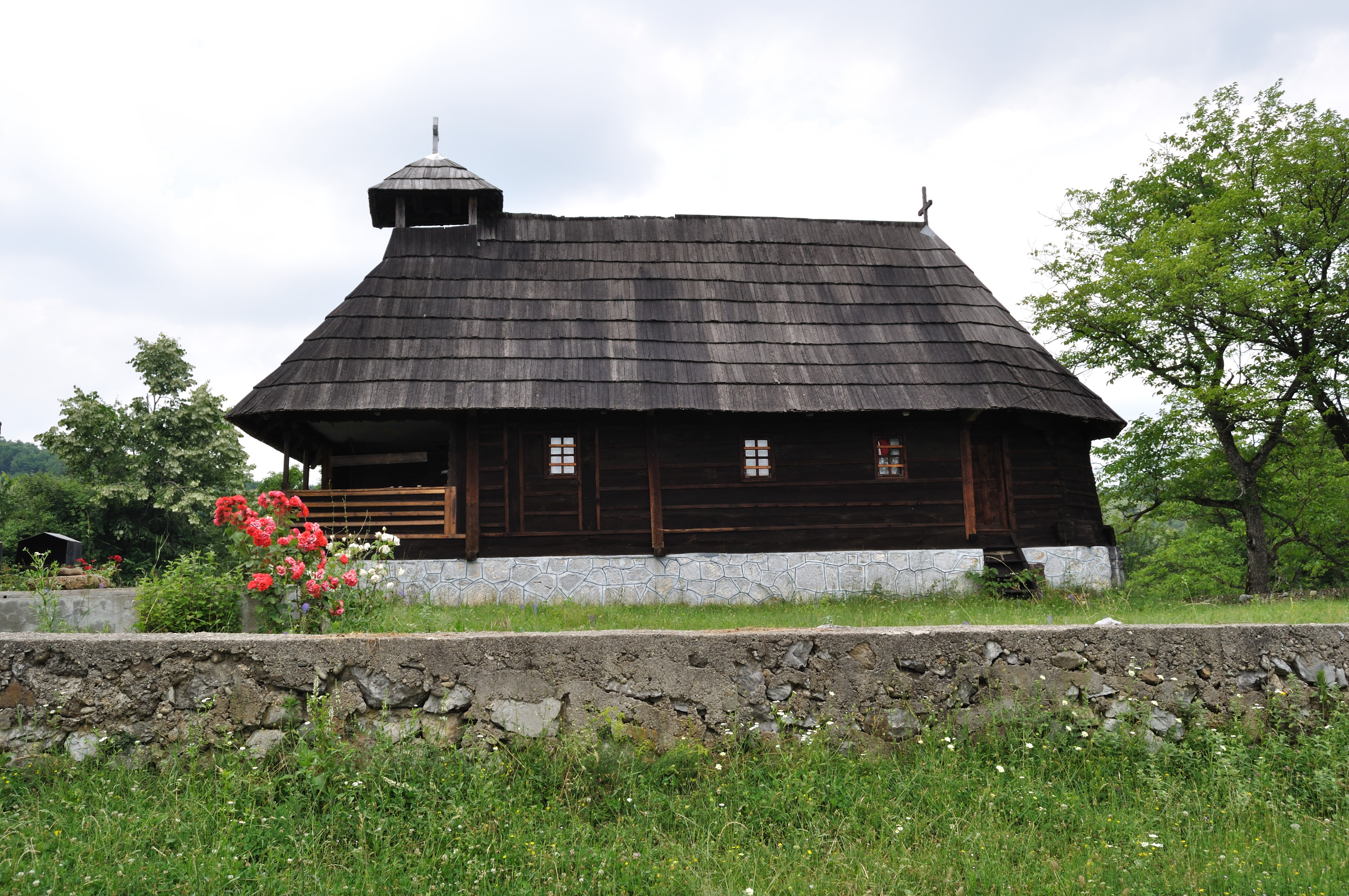
Holzkirche in Gornovița